# Rugby Club 't Gooi
Rugby Club 't Gooi (uitgesproken [ˈrʏx.bi klʏp ˈt xɔi]) is een Nederlandse rugby union club gevestigd in Naarden. Opgericht in 1933, behoort de club tot de historische rugbyclubs van Nederland. Het eerste elftal speelt momenteel in de Ereklasse, de hoogste divisie binnen Rugby Nederland. RC 't Gooi speelt zijn wedstrijden in Sportpark Naarden en het clubhuis, bekend als "de Poort", fungeert als een centraal ontmoetingspunt voor het team.

## Geschiedenis

### Vroege geschiedenis (1933–1943)
Henk Kruissink en André Talboo, twee jonge mannen uit Bussum, markeerden een keerpunt in de Nederlandse rugbygeschiedenis toen zij in december 1932 enthousiast terugkwamen na het bekijken van een film over rugby union in de Tuschinski-bioscoop in Amsterdam. Hoewel niet met zekerheid bekend is welke film zij zagen, is het waarschijnlijk dat zij een samenvatting van een wedstrijd tussen de Springboks en Engeland in 1932 in Twickenham hebben gezien, die eindigde in 7–0. Geïnspireerd door deze film besloten zij een rugbyteam op te richten, wat leidde tot de oprichting van RC 't Gooi.
Op 14 januari 1933 werd de club officieel opgericht, na een demonstratiewedstrijd op 26 december 1932 tussen ARVC Amsterdam en Rapid '04 uit Duitsland. De eerste training vond plaats op 28 januari 1933 op het Drafna Lyceum. Aanvankelijk maakte de rugbyafdeling deel uit van Drafna Sport Club, maar in 1934 fuseerde de afdeling met een team uit Hilversum, waardoor de Gooische Rugby Club ontstond – de voorloper van de huidige club.

### Heropleving na de oorlog en vroege successen (1943–1953)
Na de onderbreking tijdens de Tweede Wereldoorlog hervatte RC 't Gooi haar activiteiten en verwierf al snel nationale erkenning. In de vroege jaren vijftig won de club het Nederlands kampioenschap rugby, een belangrijke mijlpaal in de clubgeschiedenis.

### Periode na het kampioenschap en ontwikkeling (1953–1963)
Na de kampioenschapswinst in de jaren vijftig richtte de club zich op consolidatie en groei. Er werd geïnvesteerd in interne structuren, jeugdparticipatie en faciliteiten. In deze periode droegen prominente figuren zoals Hans van Swol – bekend om zijn bijdragen aan tennis en geneeskunde – en Alexander Orlow, fabrieksdirecteur en kunstliefhebber, bij aan de ontwikkeling van RC 't Gooi.

### Uitbreiding en internationale betrokkenheid (1963–1973)
Van 1963 tot 1973 kende de club een periode van groei en toenemende internationale betrokkenheid. RC 't Gooi organiseerde haar eerste internationale reis eind jaren zestig, met een trip naar Düsseldorf in 1967 of 1968, wat bijdroeg aan internationale kameraadschap en competitieve ervaring. Tevens werd de clubcommunicatie versterkt door middel van nieuwsbrieven, zoals De Scrum.

### Consolidatie en culturele groei (1973–1983)
In deze periode lag de focus op het versterken van de interne gemeenschap en het bevorderen van de rugbycultuur in de regio. In 1978 vierde de club haar 45-jarig jubileum, en in 1983, ter gelegenheid van het 50-jarig bestaan, werd een jubileumboek gepubliceerd waarin de mijlpalen en de groei van de club werden vastgelegd.

### Competitief succes en organisatorische mijlpalen (1983–1993)
Het seizoen 1985–1986 kende RC 't Gooi uitzonderlijk succes, waarbij het eerste, tweede en derde elftal elk kampioenschapstitels veroverden. Dit succes benadrukte de diepte van talent en de organisatiekracht van de club. In 1993 werd de "Club van 100" opgericht, een ondersteuningsorganisatie die financiële bijdragen levert aan clubprojecten.

### Modernisering en groei (1993–2003)
In de periode 1993–2003 lag de nadruk op modernisering van de faciliteiten en uitbreiding van het ledenbestand. In de midden jaren negentig zorgde een belangrijke bijdrage van Jacques van der Velden – na de ontbinding van RC Leerdam – voor verbeteringen in de infrastructuur, waaronder de installatie van enkele van de hoogste rugbypalen in Nederland.

### Vernieuwd succes en uitbreiding (2003–2013)
Tussen 2003 en 2013 beleefde RC 't Gooi een periode van groei en succes. Het eerste elftal won het Nederlands kampioenschap in het seizoen 2008–2009, een succes dat in 2012–2013 werd herhaald. Bovendien groeide het ledenaantal gestaag, met meer dan 350 leden en een snelgroeiend jeugdprogramma.

### Recente successen en ontwikkelingen (2013–2023)
In de periode 2013–2023 bouwde de club voort op haar rijke geschiedenis. Het eerste elftal veroverde in het seizoen 2017–2018 opnieuw het Nederlands kampioenschap en behaalde in 2023 opnieuw de titel, waarmee de club voor de vijfde keer kampioen werd. De club blijft sterk inzetten op jeugdontwikkeling en community-initiatieven.

## Clubidentiteit

### Clubkleuren en embleem
Aanvankelijk droeg RC 't Gooi lichtblauw en donkerblauw, maar na textieltekorten in de nasleep van de Tweede Wereldoorlog werd gekozen voor de huidige kleuren: koningsblauw en marineblauw. Het clubembleem, met een leeuw, is in de loop der jaren meerdere malen aangepast en weerspiegelt de evolutie van de clubidentiteit.

### Nieuwsbrief en publicaties
De officiële nieuwsbrief De Scrum werd voor het eerst uitgegeven in 1940 en is een belangrijk onderdeel van de clubcultuur. De nieuwsbrief documenteert evenementen, wedstrijdverslagen en verhalen van leden en fungeert als historisch archief.

## Notabele leden
Een van de meest invloedrijke figuren binnen de club is Dick Bouwman, die in 1946 begon met spelen voor RC 't Gooi. Zijn langdurige betrokkenheid en bijdragen aan de clubontwikkeling worden breed erkend. Interviews en publicaties over zijn ervaringen geven inzicht in de vroege jaren en de evolutie van de club.

## Huisvesting
Oorspronkelijk was het clubhuis in Naarden-Vesting (vandaar de benaming “de Poort”), maar bij het 50-jarig bestaan werd een nieuw clubhuis in gebruik genomen bij het rugbyveld op sportpark Naarden. In 2012 heeft de vereniging een bijgebouw in gebruik genomen waarin het de beschikking kreeg over additionele en moderne kleedkamerruimte.